# Косовски бој у ликовним уметностима
Косовски бој у ликовним уметностима је стручна монографија аутора Дејана Медаковића, објављена 1990. године у издању Српске књижевне задруге из Београда, Матице Српске из Новог Сада и Јединства из Приштине.

## О књизи
Косовски бој у ликовним уметностима припада издавачкој колекцији Косовска споменица 1389-1989 коју чине четири књиге. Осим ове чине је и: Косовски бој у српској књижевности Војислава Ђурића, Косовски бој у европској књижевности чији су аутори Радован Самарџић, Лидија К. Гаврјушина, Михаило Б. Павловић, Зоран Константиновић, Љиљана Павловић-Самуровић, Кринка Видаковић Петров, Франческа Саверио Перило, Ђорђе Живановић, Милица Јакубјец-Семкова, Андраш Давид, Марија Митровић, Миодраг Стојановић, Веселин Костић, Мирослав Квапил, Томе Саздов, Владимир Бован, и Косовски бој у историји Мирослава Пантића, Радована Самарџића, Радмиле Тричковић и Симе Ћирковић.
Аутор је књигу почео да пише у оквиру програма Српске књижевне задруге да Косовском споменицом 1389-1989, обележи 600-годишњицу Косовске битке. Одјек битке аутор је настојао да прати од краја 14. века, од самог почетка црквеног култа св. кнеза мученика Лазара, па све до савремених слика инспирисаних косовском тематиком.
Књига садржи Каталог слика: црно-беле илустрације и илустрације у боји; регистар личних имена, географски и предметни регистар, иконографски регистар које је урадила Мирослава Костић.